# Zaccaria Ursino
Zaccaria Ursino, in latino Zacharias Ursinus, in tedesco Zacharias Baer (Breslavia, 18 luglio 1534 – Neustadt, 6 maggio 1583), è stato un teologo e predicatore tedesco.

Zaccaria Ursino, come molti studiosi ed intellettuali dell'epoca, si diede un nome latino, traducendo il suo stesso cognome, che significa "orso". Egli è principalmente conosciuto come professore di teologia all'Università di Heidelberg ed ispiratore, insieme a Caspar Oleviano (1536-1587), del Catechismo di Heidelberg.

## Biografia
All'età di 15 anni si iscrive all'Università di Wittenberg, condividendo per i successivi sette anni l'abitazione con Melantone, l'erudito successore di Martin Lutero. Melantone ammira il giovane Ursino per i suoi talenti intellettuali e la sua matura spiritualità, raccomandandolo fra i mentori attraverso l'Europa. Successivamente Ursino studia insieme ad alcuni intellettuali della Riforma a Strasburgo, Basilea, Losanna e Ginevra. Soggiorna a Lione e ad Orléans ove sviluppa una profonda competenza nella lingua ebraica. 
Di ritorno a Breslavia, pubblica un volumetto sui sacramenti che suscita le ire dei luterani che lo accusano di essere più calvinista che luterano. La virulenta reazione degli oppositori di Breslavia riesce a farlo espellere dalla città di Zurigo, dov'era diventato amico di Pietro Martire Vermigli, il riformatore italiano.
Nel 1561, su raccomandazione del Vermigli, Federico III, Principe elettore del Palatinato, lo nomina professore al Collegium Sapientiae di Heidelberg, dove, su incarico del Principe elettore, completa il Catechismo di Heidelberg in cooperazione con Oleviano. La morte del Federico III, nel 1576, conduce alla rimozione di Ursino, che occuperà così una cattedra a Neustadt dal 1578 fino alla sua morte avvenuta nel 1583.
Le sue opere sono pubblicate fra il 1581 e il 1598 e, in un'edizione più completa, nel 1612 a cura del figlio e di due suoi discepoli, Pareus e Reuterus.

## Opere
- De libro concordiae quem vocant, a quibusdam theologis, nomine quorundam ordinum Augustanae Confessionis, edito, Admonitio Christiana: scripta à theologis et ministris ecclesiarum in ditione illustrissimi principis Iohannis Casimiri Palatini ad Rhenum Bauariae ducis, & c, Neustadii in Palatinatu : excudebat Matthaeus Harnisch, 1581.
- Zachariae Ursini, Vratislauiensis Tractationum theologicarum volumen secundum, quo continentur I. Commentarius in Iesaiam, II. Refutatio catechismi anabaptistici et samosatenici, Cracouiae editi. III. Responsio ad argumenta Martini Kemnicij Titelmanni Heshusij ... theses Iacobi Rungij ..., Neustadij Palatinorum, 1589 (Neostadij Palatinorum : typis Mattaei Harnisii, 1599).
- Explicationum catecheticarum D. Zachariae Vrsini, Silesii absolutum opus totiusque theologiae purioris quasi nouum corpus, Davidis Parei, D. opera extrema ..., Neustadij in Palatinatu : apud V.am W. Harnisij, 1598.